# Simona Kubová
Simona Kubová (nacida Simona Baumrtová, Chomutov, Checoslovaquia, 24 de agosto de 1991) es una deportista checa que compitió en natación, especialista en el estilo espalda.
Ganó una medalla de bronce en el Campeonato Mundial de Natación en Piscina Corta de 2012, una medalla de bronce en el Campeonato Europeo de Natación de 2012 y diez medallas en el Campeonato Europeo de Natación en Piscina Corta entre los años 2010 y 2013.

## Palmarés internacional
| Campeonato Mundial en Piscina Corta | Campeonato Mundial en Piscina Corta | Campeonato Mundial en Piscina Corta | Campeonato Mundial en Piscina Corta |
| Año                                 | Lugar                               | Medalla                             | Prueba                              |
| ----------------------------------- | ----------------------------------- | ----------------------------------- | ----------------------------------- |
| 2012                                | Estambul (Turquía)                  | Medalla de bronce                   | 100 m espalda                       |
| Campeonato Europeo                  |                                     |                                     |                                     |
| Año                                 | Lugar                               | Medalla                             | Prueba                              |
| 2012                                | Debrecen (Hungría)                  | Medalla de bronce                   | 100 m espalda                       |
| Campeonato Europeo en Piscina Corta |                                     |                                     |                                     |
| Año                                 | Lugar                               | Medalla                             | Prueba                              |
| 2010                                | Eindhoven (Países Bajos)            | Medalla de bronce                   | 50 m espalda                        |
| 2011                                | Szczecin (Polonia)                  | Medalla de bronce                   | 50 m espalda                        |
| 2012                                | Chartres (Francia)                  | Medalla de plata                    | 4 × 50 m estilos                    |
| 2012                                | Chartres (Francia)                  | Medalla de bronce                   | 50 m espalda                        |
| 2012                                | Chartres (Francia)                  | Medalla de bronce                   | 100 m espalda                       |
| 2012                                | Chartres (Francia)                  | Medalla de bronce                   | 200 m espalda                       |
| 2013                                | Herning (Dinamarca)                 | Medalla de oro                      | 50 m espalda                        |
| 2013                                | Herning (Dinamarca)                 | Medalla de plata                    | 100 m espalda                       |
| 2013                                | Herning (Dinamarca)                 | Medalla de plata                    | 200 m espalda                       |
| 2013                                | Herning (Dinamarca)                 | Medalla de plata                    | 4 × 50 m estilos                    |